# Михайлівка (Лубенський район)
Миха́йлівка —  село в Україні, у Лубенському районі Полтавської області. Населення становить 81 осіб. Входить до складу Гребінківської міської громади.

## Географія
Село Михайлівка знаходиться на правому березі річки Суха Оржиця, вище за течією на відстані 4 км розташоване село Писарщина, нижче за течією примикає село Стукалівка.

## Історія
За історією заснування село Михайлівка має те ж саме коріння, що і село Мечет (нині с. Грушківка): обоє беруть початок із с. Перервинці (нині Драбівського району Черкаської області).
Син Лубенського полковника Андрія Марковича Яків в 1724 р. одержав гетьманський універсал на володіння Перервинцями, а точніше - на невелику його частину, оскільки село було козацьким і більшу частину села складали козацькі господарства, які були незалежними від поміщика.
З перших же років володіння Перервинською маєтністю Яків Андрійович розгорнув кипучу діяльність за розширення своїх володінь. Уже в 1738 р. на новопридбаних землях він заснував хутір Мечет. Розширював свої земельні володіння Яків Андрійович і в іншому напрямку від Перервинець.
У 1770 році він помер, а маєтностями управляла його дружина Марія Прохорівна, оскільки їх єдиний син Михайло був ще молодим і недосвідченим (він народився у 1752 році).3 часом він все більш і більше поринав у господарські справи і може в заслугу за це ще за життя його матері хутір Дігтярня був названий його ім'ям Михайлівкою.
У церковному документі - сповідальній відомості Перервинської церкви за 1781 рік записано «Владения господина Маркевича в хуторе Михайловке, у нем живут посполите 25 душ мужского пола и 23 души женского пола». В офіційному документі «Описи київського намісництва» за 1781 рік записана ще стара його назва - хутір Дігтярний з числом хат в ньому - 15. А в «Описах Лівобережної України» за 1790 рік записаний хутір Михайлівка, а Дігтярний уже не згадується. Таким чином нова назва хутора утвердилася в 80-х роках 18 століття.
З 1793 року Михайло Якович протягом 13 років лежав паралізований, позбавлений руху і мови, і всіма маєтностями (а їх було багато - 5258 кріпаків мешкало на їх землях) управляла його дружина Настасія Петрівна.
З їх дітей були 2 сини і 5 дочок. Старшому із них Андрієві Михайловичу дісталися на Пирятинщині хутори Малий Мечет, у якому розміщався приїжджий двір (де зупинявся поміщик при об'їздах своїх володінь) і хати для двірні, та Великий Мечет, де жили поміщицькі селяни (посполиті). Молодшому Олександрові Михайловичу дісталися село Перервинці і хутір Михайлівна. Олександр Михайлович жив у своєму селі Сваркові (поблизу м.Глухова), де до нього жили їх предки - Яків Андрійович та Михайло Якович Марковичі. Андрій Михайлович з сім'єю жив в х. Малий Мечет, і відтепер приїжджий двір став панською садибою.
В х. Михайлівні ні один із Марковичів не жив. Олександр Михайлович був високоосвіченою людиною. Він видав декілька своїх праць із історії Чернігівщини, підготував і видав «Щоденник» свого діда Якова Андрійовича. Багато його праць залишилося в рукописах. Олександр Михайлович був поміщиком-лібералом.
В 1852 році він подав міністру внутрішніх справ Росії план звільнення своїх селян від кріпацтва, але той відмовив йому в клопотанні перед царем. Напередодні селянської реформи 1861 року він був членом Чернігівського губернського комітету по покращенню і налагоджуванню побуту селян від Глухівського повіту.
Про його людяність свідчить його заповіт: «Завещаю наследникам моим, известным мне своими благородними качествами. управлять имением моим на тех человеческих правилах, которыми я стараюсь руководствоваться, и сохранять те установлення, какие при мне существуют, как-то: платить за всех крестьян моих как доселе, все подати, служителям моим не менее того додержання деньгами и прочим, какое они получают, награждать их за хорошее поведение и похвальные чувства; продолжать содержать в Сваркове больницу для сифилистических и др. острых болезней, принимать в оную всех приходящих больных бесплатно; содержать в Сваркове и Перервинцах сельские школи, певчих для церковного пения, фельдшеров, оказывать всякое возможное пособие бедным, болящим и своим, и чужим.»
Помер він 1865 року в селі Сваркові. Оскільки він не був одружений, то спадкоємцями стали його рідні племінники - сини Андрія Михайловича Марковича. Після нього хутором Михайлівкою володів Дмитро Андрійович, а за його смерті (1874 рік) - його брат Борис Андрійович, тому що Дмитро Андрійович був бездітний.
В період проведення реформи 1861 року договір з селянами на викуп землі заключав Олександр Михайлович. Всього в Михайлівці було 198 ревізьких душ, які мали право на викуп землі. Селянам виділялася земля на викуп: садибна в межах села - 47,46 дес., під вигоном - 13, 75 дес., польова - 258 дес.
До реформи в х. Михайлівці Марковичі володіли 883 дес. землі. В процесі реформи селянам продано 319 дес. Мабуть, уже після смерті Бориса Андрійовича (1893) його дружина Олена Миколаївна (до шлюбу Іваненко) продала близько 300 дес. землі різним дрібним власникам (які в 1911 році були об'єднані в Роєнко - Марковичівське товариство), а близько 200 дес. землі вона продала своїм родичам Іваненкам, які заснували в Михайлівці невелику маєтність і мали тут свою садибу (2 дес. під приміщеннями і огородом, 2,7 дес. саду, 1,65 дес. під парком).
Із року в рік росла кількість населення Михайлівки. До заборони самовільного переходу селян від одного поміщика до іншого (1783 рік), цей ріст проходив в значній мірі за рахунок втікачів від інших поміщиків. Цим втікачам Марковичі надавали тимчасові пільги, послаблення вимог - жалюгідні елементи «свободи».
В той час володіння Якова Марковича Михайлівка і Мечет, поповнені селянами-втікачами називалися слободами, які населені в значній мірі «слободними» селянами.
У 1781 році в Михайлівці-Дігтярному було 15 хат, у яких мешкало 25 душ чоловічої статі і 23 душі жіночої статі. їх прізвища: Хребет, Добреля, Ткач (Ткаченко), Рой (Роєнко), Хоменко, Тарасенко, Малига, Охріменко, Салата.
В 1844 році тут було уже 164 душі чоловічої статі і 160 душ жіночої статі, додалися прізвища: Лавренко, Харапуд, Кутовий, Карбан, Молоток, Шевченко, Свистуненко, Переверя (Заверя), Мелешко, Кисіль, Кравченко, Турчаненко, Короткошей, Портний (Портненко), Власенко.
В 1859 році в Михайлівні мешкало 193 д. чол. статі і 177 душ жін. статі, додалися прізвища: Стаднік, Івченко (Івко). Міграція (переселення) селян була велика, особливо, до реформи, коли поміщик переселяв їх коли і куди йому захотілося, без згоди самих селян. Після реформи виробничі зв'язки між селами спільного походження тривали, продовжувалися знайомства молоді цих сіл: тепер міграція проходила добровільно за рахунок одруження молодих пар із різних сіл.
Тим чи іншим порядком із Перервинець в Мечет і Михайлівну прийшли Шевченки, Івки (Івченки) і ін; із Мечета в Михайлівну - Ткачі, Кравченки, Лавренки. Із Михайлівни в Мечет прийшли Кутові, Малиги, Стадніки, Турчаненки.
У 1891 році в Михайлівці мешкало 594 д. обох статей, в 1900 році - 561 д., в 1926 році - 637 д. Зростала і кількість дворів: якщо в 1900 р. їх було 94, то в 1929 р. їх налічувалося 160. Після 1930 р. населення села почало зменшуватися, колективізація і голодомор - причина тому. В 1939 році в селі налічувалося 474 душі обох статей.
Війна 1941 - 1945 р.р. принесла нові людські втрати. Не повернулося із війни 39 сільчан. В період німецької окупації на роботи до Німеччини вивезено 42 сільчан, розстріляно 2 особи. За післявоєнним переписом населення у 1959 році у Михайлівці налічувалося 366 душ, у 1972 році - 229 д., у 1980 р. - 140 д, у 1990 р. - 96 душ.
Михайлівка входила до складу Введенської церковної парафії с. Перервинець. У зв'язку з тим, що за новим адміністративно - територіальним поділом 1802 р. село Перервинці (так як і села Овсюки і Стукалівка) віднесені були до Лубенського повіту, а Михайлівна залишалася в Пирятинському повіті, то остання указом Полтавської духовної консисторії була переведена до парафії Миколаївської церкви с. Кохнівки Пирятинського повіту.
Це було невдале рішення. Відстань від Михайлівни до Кохнівки була більшою 14 км. Тому довгий час (до 1891 р., коли в Стукалівці відкрилася церква) мешканці Михайлівни користувалися послугами Овсюківської церкви.
Новий адміністративний поділ 1802 року відіграв негативну роль не тільки в церквно-парафіяльному відношенні. А і стосовно освіти: школа с. Перервинець, відкрита ще в 1847 році, мабуть, була закрита для дітей Михайлівки.
В Михайлівці школа була відкрита в 1904 році в приміщенні, побудованому у 1903 році за кошти селян, внесених ними спеціально для школи. У приміщенні була одна класна кімната, у якій одночасно навчалося З групи дітей. У 1925 році за школою була закріплена садибна земля поміщика Іваненка. У 1928 році на зборах селян ставилося питання про будівництво приміщення школи з двома класними кімнатами.
Завідувачем школи у цей час (з 1922 р.) був Федяй Борис Ларіонович. Потім школа в Михайлівці стала початковою, існувала вона до війни і після війни.
Що стосується адміністративно - територіального поділу, то Михайлівка з 1783 року до 1863 року відносилася до Пирятинського повіту, з 1863 до 1881 р.р. - до Мечетської волості Пирятинського повіту. А після 1881 року - до Городищенської волості Пирятинського повіту.
З утворенням сільрад у 1919 році - до Григорівської сільради Пирятинського району (а після 1935 року - Гребінківського району). Був час, коли належність Михайлівки до сільрад змінювалась.
У 2002 році Михайлівка - в складі Стукалівської сільради.